# Ayuntamiento de Villacañas
El Ayuntamiento de Villacañas es la institución municipal que gobierna el municipio de Villacañas, en la provincia de Toledo, comunidad autónoma de Castilla-La Mancha, España.

## Sede
La sede de la institución se encuentra en la casa consistorial, un edificio de estilo manchego ubicado en la Plaza de España. El inmueble presenta una estructura de dos plantas, con una arcada de pilares en la planta inferior. La fachada, de tonalidad ocre, cuenta con un balcón principal en la zona central de la segunda planta y ventanas rematadas con arcos rebajados.

## Alcaldes
| Periodo   | Nombre                       | Partido | Partido |
| --------- | ---------------------------- | ------- | ------- |
| 1979-1983 | Demetrio Martínez Prisuelos  |         | UCD     |
| 1983-1987 | Mariano Castillo Alcalá      |         | PSOE    |
| 1987-1991 | Justo Jimeno Bueno           |         | PSOE    |
| 1991-1995 | Alejandro Infantes Santos    |         | PSOE    |
| 1995-1999 | Alejandro Infantes Santos    |         | PSOE    |
| 1999-2003 | Alejandro Infantes Santos    |         | PSOE    |
| 2003-2007 | Luis Zaragoza Amador         |         | PP      |
| 2007-2011 | Santiago García Aranda       |         | PSOE    |
| 2011-2015 | Santiago García Aranda       |         | PSOE    |
| 2015-2019 | Santiago García Aranda       |         | PSOE    |
| 2019-2023 | Jaime Martínez Jiménez       |         | PSOE    |
| 2023-act. | Juan Ángel Almonacid Gallego |         | PSOE    |

## Concejales
Al consistorio de Villacañas le corresponden un total de 13 concejales, ya que se encuentra dentro de la escala de 5.001 a 10.000 habitantes, según lo establecido en el artículo 179 de la Ley Orgánica 5/1985, de 19 de junio, del Régimen General Electoral. La distribución de los concejales tras las elecciones municipales de 2023 es la siguiente:
- Partido Socialista Obrero Español (PSOE): 8 concejales
- Partido Popular (PP): 5 concejales

## Deuda
| Gráfica de evolución de la deuda viva del ayuntamiento en millones de euros entre 2008 y 2024 |
|                                                                                               |
| Deuda viva del ayuntamiento en millones de euros según datos de Datosmacro.com.               |

En 2024, la deuda por habitante en Villacañas fue de 0 € con una deuda total de 0 millones de euros. A lo largo de los últimos años, la deuda del municipio ha mostrado una notable disminución, llegando a ser de cero en los últimos años, lo que contrasta con el máximo registrado en 2012, cuando alcanzó una deuda total de 4.380 millones de euros, o 417 € por habitante.